# Mongolostegus
Mongolostegus („Zastřešenec z Mongolska“) byl rod ptakopánvého dinosaura z čeledi Stegosauridae, který žil v období spodní křídy (geologické stupně apt až alb, asi před 125 až 100 miliony let) na území současného Mongolska. Jedná se o prvního zástupce této skupiny dinosaurů, objeveného v Mongolsku. Pokud se systematické zařazení potvrdí, bude se jednat také o jednoho z geologicky nejmladších známých zástupců stegosauridů.

## Popis
Objeveny byly fosilie předních ocasních obratlů a kosti pánevního pletence. Unikátní kombinace anatomických znaků svědčí o příslušnosti materiálu k čeledi Stegosauridae. Na jeho základě byl roku 2018 popsán tento materiál dvojicí ruských paleontologů jako nový rod a druh stegosauridního dinosaura, Mongolostegus exspectabilis.
Mongolostegus byl středně velký stegosaurid, dosahoval výšky hřbetu 1,5 metru, délky kolem 5 metrů a hmotnosti asi 1,5 tuny.